# Tobias caudatus
Tobias caudatus là một loài nhện trong họ Thomisidae.
Loài này thuộc chi Tobias. Tobias caudatus được Cândido Firmino de Mello-Leitão miêu tả năm 1929.